# Липарит IV
Липарит IV, иногда именуемый Липаритом III (груз. ლიპარიტ IV [III]), — грузинский военный и политический деятель XI века, бывший временами то наиболее могущественным сторонником Баграта IV, правившего Грузией в 1027—1072 годах, то самым его опасным противником. Он относился к роду Липаритидов (Багуаши), являясь, таким образом, наследственным князем (эристави) Клдекари и Триалетии.

## Возвышение
Первые сведения о Липарите IV относятся к концу 1020-х годов, когда он, будучи держателем крепости Клдекари, а затем главнокомандующим царскими войсками, проявил себя как защитник мальчика-царя Баграта IV и его регентши, вдовствующей царицы Мариам Арцруни. Согласно грузинским хроникам он был «сыном Липарита», в то время как византийский хронист Иоанн Скилица определяет его как сына ‘Оράτιης Λιπαρίτης, то есть Рати. Его успешное сопротивление вторгшимся византийским войскам в 1028 году и победоносная кампания в 1034 году против Шеддадидов, правивших тогда в Арране, сделали Липарита могущественнейшим представителем знати в Грузии. В 1038 году Липарит был в шаге от захвата грузинского города Тбилиси, веками находившегося под мусульманским управлением, но, опасаясь ещё большего усиления его могущества, грузинские дворяне сорвали его план и убедили царя заключить мир с тбилисским эмиром. В итоге Липарит IV превратился в заклятого врага Баграта IV и начал искать путь отмщения ему, активно сотрудничая с иностранными державами. В 1039 году он пообещал свою поддержку Дмитрию, сводному брату Баграта IV, вторгшегося в Грузию с византийской армией с целью занять грузинской престол. После внезапной кончины Дмитрия в 1042 году Липарит IV продолжил борьбу против Баграта IV и стал главным сторонником византийцев в регионе. Он одержал множество побед над армиями царя, из которых особо выделяется сокрушительное поражение Баграта IV в Сасиретской битве, по итогам которого грузинский царь был вынужден оставить свои восточные владения. Это сражение также ознаменовалось участием варяжских наёмников, действовавших, скорее всего, на стороне царя.
Баграт обратился к византийскому императору Константину IX, и при посредничестве Византии было решено, что Липарит получит во владение почти половину царства (к югу от реки Мтквари), но только в качестве покорного подданного грузинского царя. Таким образом, в 1045—1048 годов Липарит IV, князь Триалетии, Аргвети, Нижней и Верхней Иберии, стал самым могущественным человеком в Грузинском царстве. Не без оснований арабский хронист Ибн аль-Асир назвал его «царём абазгов», то есть грузин. Липарит IV был в то же время и византийским сановником, занимающим почётную должность магистра и, возможно, также куропалата.

## Падение
В 1048 году Липарит в качестве византийского магистра был призван императором Константином IX для оказания ему помощи против турок-сельджуков, продвигавшихся в Анатолии. В битве при Капетре в сентябре 1048 года Липарит был захвачен в плен и переправлен в Исфахан. Император отправил посольство во главе с Георгием Дросом с дарами и выкупом за его освобождение к сельджукскому султану Тогрул-беку. Однако султан великодушно отпустил Липарита, не приняв выкупа, с условием, что тот никогда больше не будет сражаться с сельджуками. 
По словам Ибн аль-Асира, посредником выступил не Дрос, а курдский эмир Наср ад-Даула, в то время как армянский хронист Матфей Эдесский писал, что Липарит был освобождён после того, как в присутствии султана победил грозного чернокожего борца в единоборстве.
В отсутствие Липарита IV Баграт IV захватил его владения и даже похитил его жену, но вернувший себе свободу в 1049 или 1051 году Липарит IV поднял оружие против своего царя и изгнал его из своей столицы Кутаиси в Абхазию. Баграт IV в сопровождении своей матери был вынужден отправиться в Константинополь, где пробыл три года в статусе фактического заложника. Тем временем Липарит IV поставил царём Грузии Георгия, сына Баграта IV, а себя объявил регентом. После возвращения Баграта IV в Грузию в 1053 году Липарит IV снова воевал против него. В итоге, в 1060 году, он был пленён своими же сторонниками и передан царю, который вынудил его уйти в монастырь под именем Антона. Вскоре после этого Липарит IV скончался в Константинополе, а потом был перезахоронен в своём родовом монастыре в Кацхи, в Грузии.
Сыновья Липарита, Иване I и Ниания, состояли на византийской службе. Ниания умер, будучи византийским чиновником в Ани, а Иване, после недолгой и авантюрной карьеры византийского чиновника в Анатолии, добился возврата наследных прав у себя на родине.